# Jan Baptysta Kleczyński

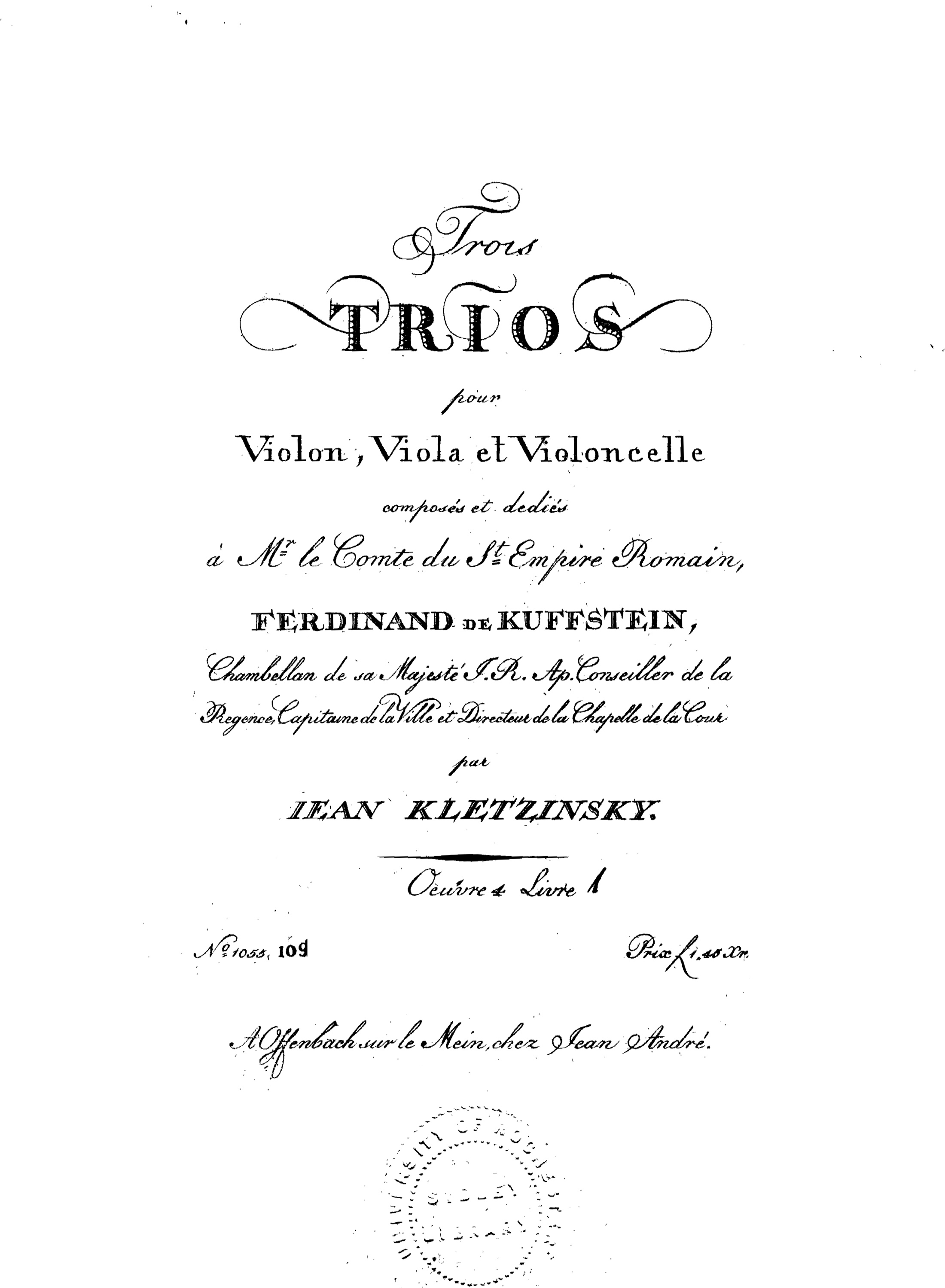

Jan Baptysta Kleczyński (en allemand Johann Baptist Kletzinsky), né le 14 juin 1756 à Karviná – mort le 6 août 1828 à Vienne, est un chef d'orchestre et compositeur polonais-autrichien.

## Biographie
Il a étudié la musique à Lviv et / ou à Cracovie.
En 1786-1792, il a travaillé en tant que violoniste et chef d'orchestre de l'orchestre de la comtesse Marie Josephe Breuner à Venise. Après cela, il a travaillé comme un musicien à la cour du prince Antal Grassalkovics de Gyarack à Bratislava et Vienne.
Depuis 1795, il a vécu à Vienne, où il était en 1796 un membre de la Guilde des musiciens et de 1811 à 1825 son violon.
En 1801, il était un violoniste et en 1804 chef de l'Orchestre de musique de Vienne Cour. Par ailleurs, il a travaillé au Burgtheater et Kärntnertortheater.

## Œuvres
- 3 Duetti op. 1. und 3 Duetti op. 2. 1793
- 22 Variationen f. Violine und Viola, op. 3. 1793
- 3 Trios op. 4. 1797, Ferdinand v. Kuffstein gewidmet
- 12 Variationen über das Lied O mein lieber Augustin für 2 Violinen 1798
- Concert-Variationen über das Lied Freut euch des Lebens für 2 Violinen 1798
- 3 Duos für 2 Violinen op. 8. 1808
- Concertino Nr.1. C-Dur für Violine, Oboe. und Orchester 1839 (postum)
- Duett f. 2 Violinen und Viola, op. 1 1953 (Krakau)
- Duett f. 2 Violinen op. 2 1951 (Krakau)
- Œuvres pédagogiques pour le Violon